# チャールズ・ウィットワース (初代ウィットワース伯爵)

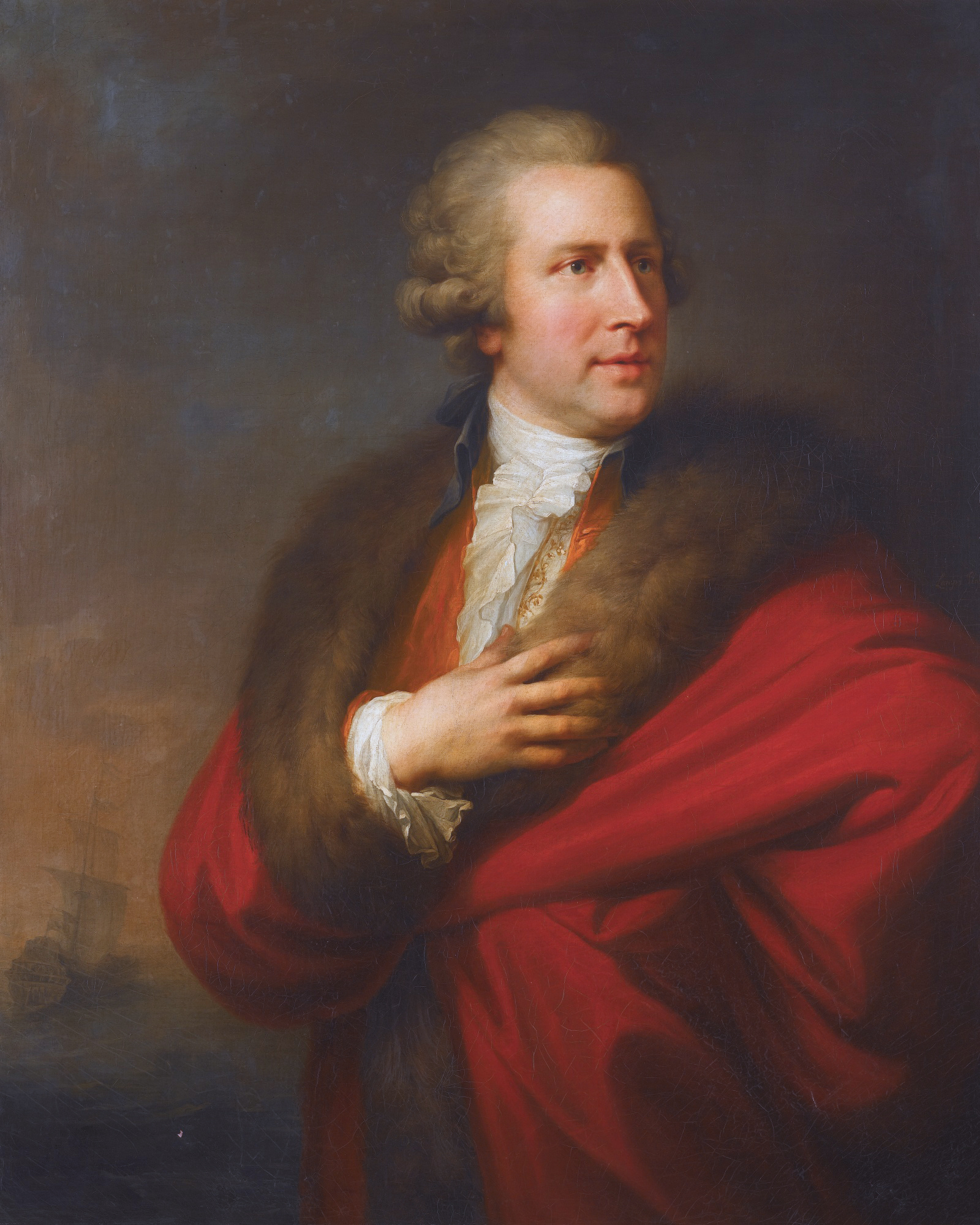
ヨハン・バプティスト・フォン・ランピによる肖像画、1789年。

初代ウィットワース伯爵チャールズ・ウィットワース（英語: Charles Whitworth, 1st Earl Whitworth GCB PC FSA、1752年5月29日 – 1825年5月13日）は、イギリスの外交官、貴族。
はじめ陸軍軍人を志したが、アメリカ独立戦争の戦後に外交官に転身、在ポーランド公使を経て在ロシア公使を務めた。露土戦争をめぐる三国同盟の干渉、第一次対仏大同盟、第二次対仏大同盟の成立をめぐるロシアとの交渉に対応した。アミアンの和約が締結されると在フランス大使に任命されたが、ナポレオン戦争の勃発を阻止できなかった。
1813年から1817年までアイルランド総督を務め、アイルランド主席政務官ロバート・ピールなど経験豊富な官僚の助力により人気を得た。
1922年にケンブリッジ大学出版局が出版した『イギリス外交政策史1783–1919』はウィットワースが在フランス大使としての交渉において「強硬と慎重、大胆と自制を調和させた」と高評価を下した。『オックスフォード英国人名事典』もウィットワースがアイルランド貴族の男爵から連合王国貴族の伯爵へと地位を上げたことに、ほかの貴族から嫉妬されることもあったが、彼の外交官とアイルランド総督としての功績が昇叙の正当性を示したと評した。

## 生涯

### 軍人として
庶民院議員チャールズ・ウィットワース（初代ウィットワース男爵チャールズ・ウィットワースの弟の息子にあたる）と妻マーサ（1786年3月18日没、リチャード・シェリーの娘）の息子として、1752年5月29日にケント州レイボーンで生まれた。1761年から1765年までトンブリッジ・スクールで教育を受けた。
社会人になった後ははじめ父と同じく軍人としての道を歩み、1772年4月27日、グレナディアガーズのエンサイン（歩兵少尉）としての辞令を購入してイギリス陸軍に入った。1776年4月9日に中尉に昇進した。アメリカ独立戦争で北米に派遣され、1776年8月27日のロングアイランドの戦い、9月15日のニューヨーク占領に参戦したとされる。1781年5月26日に大尉に昇進、1783年4月8日に第104歩兵連隊の中佐に昇進した。同年に陸軍から引退した。

### 在ポーランド公使

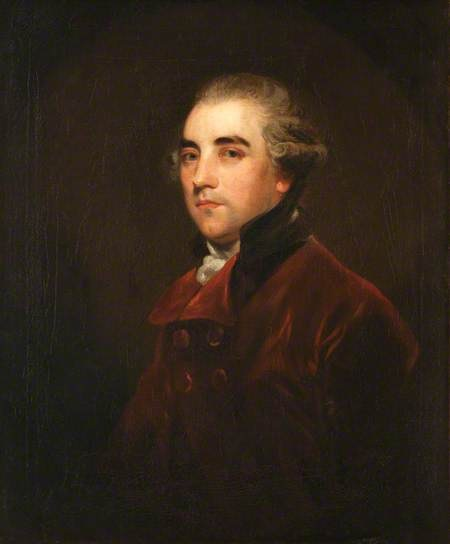
友人の第3代ドーセット公爵。

1783年に親しい友人第3代ドーセット公爵ジョン・サックヴィルが在フランスイギリス大使に就任すると、ウィットワースもパリの宮廷に向かい、整った容姿と柔らかな物腰で王妃マリー・アントワネットに取り入った（ナポレオン・ボナパルトものちにウィットワースを「美男子」と評した）。初代準男爵サー・ナサニエル・ラクソールはドーセットとマリー・アントワネットの影響力によりウィットワースが外交官に転身できたと評した。
ウィットワースは1785年6月に在ポーランドイギリス特命全権公使に任命され、12月にイングランドを発ち、1786年1月21日にワルシャワに到着した。以降1788年11月まで公使を務めた。
外交官としてポーランド分割やオスマン帝国分割の動きに留意するよう命じられ、1787年4月にポーランド王スタニスワフ2世アウグストとロシア皇帝エカチェリーナ2世の会談が行われると、キーウでエカチェリーナ2世に謁見した。ウィットワースは本国から英露同盟の申し入れを許可されていたが、エカチェリーナ2世は政治に関する議論を辞退して、同盟交渉は失敗した。ポーランド分割、オスマン帝国分割の情報収集もほとんど進まなかった。

### 在ロシア公使
1788年8月に在ロシアイギリス特命全権公使への異動になり、11月に就任した。ウィットワースは当時露土戦争を戦っていたエカチェリーナ2世に歓迎されたが、露土戦争の戦況がロシア有利になると、第1次小ピット内閣はロシアを警戒するようになり、三国同盟（イギリス、プロイセン、オランダ）による介入を検討するに至った。ウィットワースの助言を受けた内閣はバルト海に艦隊を送ってロシアにオチャコフの返還を迫ることを検討したが、エカチェリーナ2世が譲歩する気配はなく、ウィットワースは今度は干渉の成功が不確実であると本国に警告を発した。それでも本国はウィットワースに命じて、1791年3月27日にエカチェリーナ2世への最後通牒を発したが、小ピットが議会でエドマンド・バークやチャールズ・ジェームズ・フォックスからの大反発を受けたため、最後通牒の撤回を余儀なくされた。
この事件によりウィットワースとエカチェリーナ2世の関係が悪化、エカチェリーナ2世がアレクサンドル・スヴォーロフの戦勝を受けて笑顔でウィットワースに「貴国の王が私をサンクトペテルブルクから追い出すと決意しておられることですし、コンスタンティノープルに退くことをお許しいただきたいものです」と皮肉を述べたとされる。
ウィットワースは1791年6月に本国に在オスマン帝国イギリス大使への異動を申請し、1793年3月に許可されたが、そのときには心変わりしており、異動を辞退した。1793年9月17日、バス勲章を授与された。
エカチェリーナ2世がフランス革命を受けての反革命同盟（第一次対仏大同盟）に前向きだったため、ウィットワースの立場は改善した。1793年の第二次ポーランド分割を阻止するには至らなかったが、1795年2月に英露同盟の予備条約締結に成功した。条約の内容はイギリスからの資金援助を代償に対仏大同盟に65,000人の軍勢を提供する、というものであり、ウィットワースの外交的勝利とされるが、批准を前にしてエカチェリーナ2世が死去、次代のパーヴェル1世は批准を拒否した。しかし、聖ヨハネ騎士団が1798年6月にフランスによる侵攻を受けると、パーヴェル1世が騎士団の保護者だったこともあり、彼は考えを翻し、同年12月にイギリスとの攻守同盟を締結した。この同盟にはプロイセンとオーストリアの加盟が期待されたが、プロイセンが応じず、オーストリアとは資金援助の交渉が難航した。さらに1799年3月にはウィットワースが無許可でオーストリアのルートヴィヒ・フォン・コベンツル伯爵と交渉して、あやうく解任されるという事件が起こった。『オックスフォード英国人名事典』はこれをウィットワースの判断ミスと評した。
在イギリスロシア大使セミョーン・ヴォロンツォフ伯爵のとりなしでウィットワースが許された。イギリスの外務大臣ウィリアム・グレンヴィルがロシアとの同盟条約に同意したことで、ロシア軍は1799年4月に進軍をはじめた。1799年7月にはウィットワースのアイルランド貴族叙爵が内定、ウィットワースは1800年4月4日にアイルランド貴族であるゴールウェイ県ニューポート・プラットのウィットワース男爵に叙された。しかし今度はイギリスがマルタを占領したため、パーヴェル1世は再び考えを翻してイギリスとの外交関係を断ち、ウィットワースに出国を命じた。

### デンマーク
ウィットワースは1800年6月8日にサンクトペテルブルクを発ち、ストックホルム経由でロンドンに戻った。その間には1800年7月にイギリスがデンマーク＝ノルウェーのフリゲートフレイヤ号を拿捕したことでイギリスとデンマークの関係が悪化、ウィットワースは同年8月に外交使節としてデンマークに派遣された。このときはデンマークの沿岸砲台が未完成であり、イギリスとデンマークの敵対は一旦回避された。
ウィットワースは9月27日にイングランドに着き、11月5日に枢密顧問官に任命された。1802年1月、ケント副統監に任命された。

### 在フランス大使
1802年3月27日、フランス統領政府とのアミアンの和約が締結された。ウィットワースは外交関係の回復に伴い在フランスイギリス大使に任命され、9月10日に本国の指示を受けたのち、11月にカレーに向かい、12月7日にナポレオン・ボナパルトに謁見した。ウィットワースの妻も随行しており、12月11日にサン＝クルーでナポレオンの妻ジョゼフィーヌ・ド・ボアルネに謁見した。
ウィットワースは12月23日に早くもナポレオンとジョゼフィーヌの離婚の噂を本国に報告した。それ以外では1月まで英仏間の対立が回避されたが、イギリスがマルタ、エジプトからの撤退を拒否し、フランスが『ル・モニトゥール・ユニヴェルセル』1月30日号でそれを批判すると、それを口実としたフランスのエジプト侵攻が危惧されるようになった。ウィットワースは2月18日、3月13日、4月4日の3度にわたってナポレオンに謁見し、ジョセフ・ボナパルトとフランス外相シャルル＝モーリス・ド・タレーラン＝ペリゴールとの交渉でマルタ問題だけでも解決しようとしたが、交渉は不調に終わった。4月4日の謁見ではナポレオンが4時間も遅刻しつつ、謁見中は礼儀をもってウィットワースに対応したが、イギリス侵攻の準備が整うまで交渉決裂を回避しようとするナポレオンの戦術とされる。
いずれにせよ開戦間近であることは明らかであり、ウィットワースは5月12日にパリを発ち、17日にドーバー、20日にロンドンに到着した。イギリスは5月18日にフランスに宣戦布告した。

### 帰国後の生活
帰国した後、庶民院にも貴族院にも議席を持たず、政界の後援者が野党のグレンヴィルしかいなかった（ドーセット公爵は1799年に死去）ため、ウィットワースはしばらく妻が所有したノール・ハウスに住んだ。
第二次ポートランド公爵内閣が成立すると、1807年4月15日に商務庁委員に任命され、以降1825年に死去するまで務めた。同年9月に外務大臣ジョージ・カニングからデンマークへの外交使節就任を打診されたが、辞退している。
1812年に第2代リヴァプール伯爵ロバート・ジェンキンソンが首相に就任すると、ウィットワースが再び後援を得られるようになった。ウィットワースの妻の母は夫の死後、リヴァプール伯爵の父（初代リヴァプール伯爵）と再婚しており、ウィットワースとリヴァプール伯爵が親戚であるためだった。この後援により1813年3月に寝室侍従に任命され、7月まで務めた。

### アイルランド総督
1813年6月3日、アイルランド総督に任命された。6月14日、連合王国貴族であるスタッフォード州アドバストンのウィットワース子爵に叙された。同年8月26日にダブリンで就任、9月23日にダブリン大学トリニティ・カレッジよりLLDの名誉学位を授与された。ウィットワースがアイルランド総督を務めた時期、カトリック解放運動が盛んであり、ウィットワースはカトリック解放に強く反対した。また1814年に反乱法（Insurrection Act）が成立している。
1815年1月2日、バス騎士団の拡大に伴いバス勲章ナイト・グランド・クロスを授与された。1815年11月25日、連合王国貴族であるスタッフォード州アドバストンのウィットワース男爵とウィットワース伯爵に叙された。
ウィットワースは外交官としての経歴が長かったが、アイルランド情勢には疎かった。しかしアイルランド主席政務官ロバート・ピールとアイルランド事務次官ウィリアム・グレゴリーがウィットワース就任後も留任し、ウィットワースは2人と気が合った。政府によるパトロネージ（政界での後援）についてウィットワースが経験豊富な2人に頼ったことで統治が安定し、ウィットワースは1817年にはフランシス・ボーフォートから「宴会などの人気取り政策に頼らず、慎重で公正な統治で人気を得た」と評された。一方で飢饉に対する施策は『アイルランド人名事典』で保守的と批判された。
元は3年で退任するつもりだったが、1816年から1817年にかけての飢饉により延長され、ウィットワースは1817年夏にイギリス大蔵省とアイルランド大蔵省の統合を見届けた後、同年10月に退任した。

### 晩年

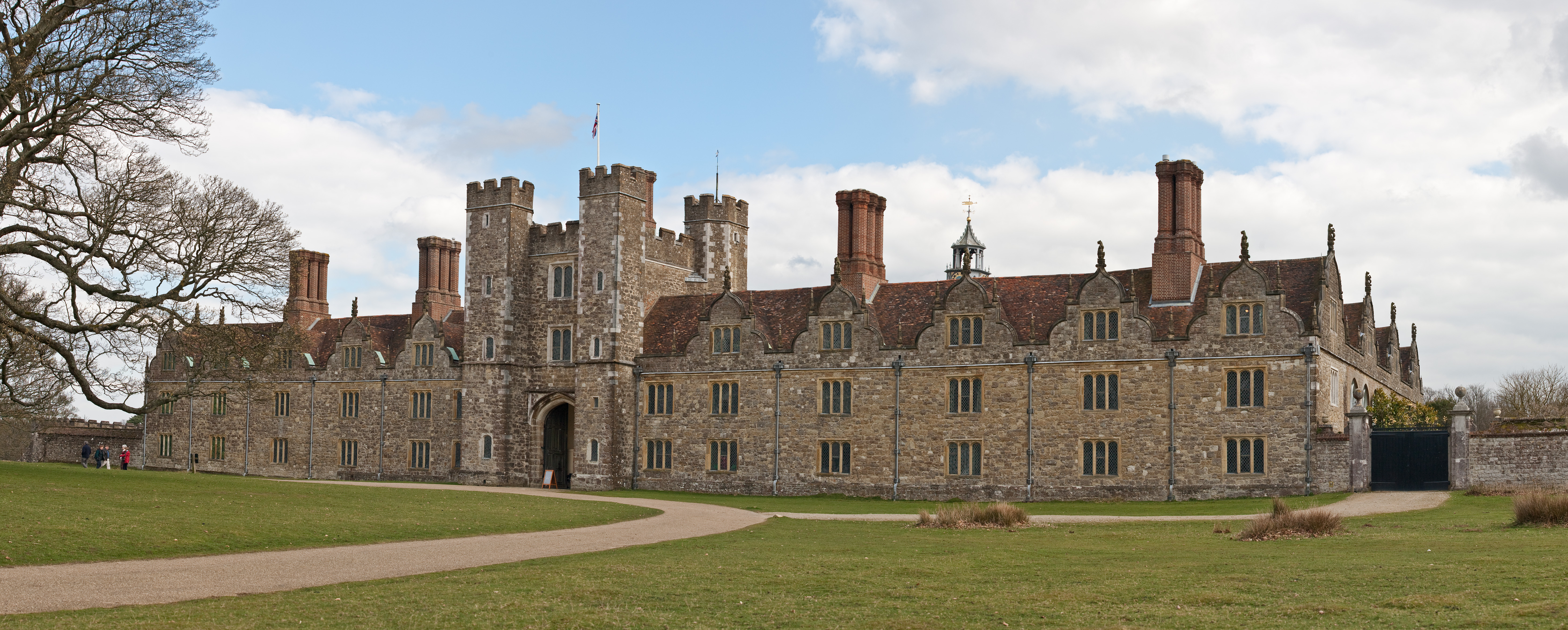
ノール・ハウス、2009年撮影。

ウィットワースはフランスでの王政復古を歓迎しており、1819年4月に妻とともにパリを訪れた。このとき、国王ルイ18世に謁見したものの大臣との会談は回避したという。同年10月にもパリ経由でナポリを訪れた。
1819年11月18日、ロンドン考古協会フェローに選出された。1821年7月19日のジョージ4世戴冠式に出席した。
晩年はほとんどノール・ハウスで過ごし、1825年5月13日に同地で病死、ケント州セブノークスの聖ニコラス教会に埋葬された。爵位はすべて廃絶した。その3か月後には妻も亡くなり、妻の莫大な遺産はドーセット公爵との間の娘と結婚したプリマス伯爵とデ・ラ・ウェア伯爵が相続した。

## 評価
1922年にケンブリッジ大学出版局が出版した『イギリス外交政策史1783–1919』は1802年から1803年にかけて、イギリスとナポレオン・ボナパルトの交渉が失敗した原因を首相ヘンリー・アディントンと外務大臣ホークスベリー男爵の失策に帰し、ウィットワースについては「強硬と慎重、大胆と自制を調和させた」と高評価を下した。『オックスフォード英国人名事典』もウィットワースがアイルランド貴族の男爵から連合王国貴族の伯爵へと地位を上げたことに、ほかの貴族から嫉妬されることもあったが、彼の外交官とアイルランド総督としての功績が昇叙の正当性を示したと評した。

## 家族

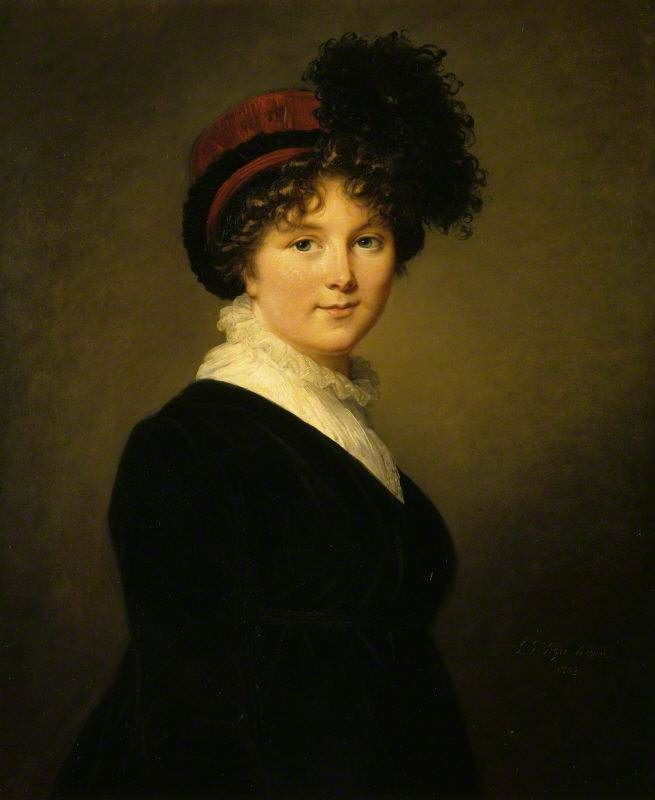
ウィットワース男爵夫人アラベラ・ダイアナ。エリザベート＝ルイーズ・ヴィジェ＝ルブラン画、1803年。

1801年4月7日、アラベラ・ダイアナ・サックヴィル（Arabella Diana Sackville、1767年 – 1825年8月1日、第2代準男爵サー・チャールズ・コープの娘、第3代ドーセット公爵ジョン・サックヴィルの未亡人）と結婚した。2人の間に子供はいなかった。
王太子ジョージ（のちの国王ジョージ4世）がウィットワースに交際を勧めた人物であり、ジョージはのちにアラベラがコープ家の財産を引き換えに美男子2人と結ばれたと評した。初代準男爵サー・ナサニエル・ラクソールによれば、アラベラは公爵の遺言状に基づき毎年13000ポンド与えられ、さらに息子の第4代ドーセット公爵ジョージ・サックヴィルが1815年に死去したことで9000ポンド上乗せされた。